# 260 a. C.
El año 260 a. C. fue un año del calendario romano prejuliano. En el Imperio romano se conocía como el año 494 ab urbe condita.

## Acontecimientos
- Aníbal Giscón regresa para luchar en Sicilia como el almirante a cargo de la flota cartaginesa en el estrecho de Mesina. Con los romanos próximos a poner en el mar su primera armada, Cartago está decidido a frustrar esta innovación. Giscón derrota a parte de la flota romana y captura al cónsul romano, Cneo Cornelio Escipión Asina en un encuentro cerca de Lípari; el apodo del cónsul, «Asina», que significa «asno», se lo ganó en este encuentro. Sin embargo, esta victoria cartaginesa es de limitado valor práctico pues el grueso de la flota romana sigue maniobrando en las aguas que lo rodean.
- Confiado en la superioridad de Cartago en el mar, Aníbal Giscón despliega sus buques para la batalla de Milas en la disposición tradicional de una larga línea. Aunque inexpertos en batallas navales, los romanos, guiados por el cónsul Cayo Duilio, derrotaron completamente a la flota cartaginesa, debido principalmente al novedoso uso de tácticas terrestres en la guerra naval (incluyendo el uso del corvus o puente de abordaje. Roma destruye el poderío naval de Cartago.
- Consulados de Cneo Cornelio Escipión Asina y Cayo Duilio en la Antigua Roma.[1]
- En el norte de Sicilia, los romanos, con su flanco de mar septentrional asegurado por la victoria naval en Milas, avanzaron hacia Termae. Fueron derrotados allí por los cartagineses comandados por Amílcar.
- En la India se desarrolla el sistema de numeración arábiga. Probablemente pasó al mundo árabe hacia el siglo VII d. C.[2]
- Habiendo perdido la confianza de sus pares, Aníbal Giscón es ejecutado por incompetencia poco después, junto con otros generales púnicos derrotados.
- Primera guerra púnica. El avance romano continúa hacia el oeste desde Agrigento con sus fuerzas aliviando a las asediadas ciudadas de Segesta y Macella. Estas ciudades se habían puesto del lado de la causa romana y habían sido atacadas por Cartago debido a ello.

## Nacimientos
- Qin Shi Huang, primer emperador de China unificada.